# Bennet
Bennet és una població dels Estats Units a l'estat de Nebraska. Segons el cens del 2000 tenia 570 habitants.

## Demografia
Segons el cens del 2000, Bennet tenia 570 habitants, 222 habitatges, i 174 famílies. La densitat de població era de 511,8 habitants per km².
Dels 222 habitatges en un 37,8% hi vivien nens de menys de 18 anys, en un 66,2% hi vivien parelles casades, en un 8,6% dones solteres, i en un 21,2% no eren unitats familiars. En el 19,4% dels habitatges hi vivien persones soles el 8,6% de les quals corresponia a persones de 65 anys o més que vivien soles. El nombre mitjà de persones vivint en cada habitatge era de 2,57 i el nombre mitjà de persones que vivien en cada família era de 2,91.
Per edats la població es repartia de la següent manera: un 28,8% tenia menys de 18 anys, un 4,2% entre 18 i 24, un 31,9% entre 25 i 44, un 22,1% de 45 a 60 i un 13% 65 anys o més.
L'edat mediana era de 37 anys. Per cada 100 dones de 18 o més anys hi havia 101 homes.
La renda mediana per habitatge era de 42.237 $ i la renda mediana per família de 46.250 $. Els homes tenien una renda mediana de 32.045 $ mentre que les dones 21.176 $. La renda per capita de la població era de 17.280 $. Aproximadament el 2,8% de les famílies i el 3,5% de la població estaven per davall del llindar de pobresa.

## Poblacions més properes
El següent diagrama mostra les poblacions més properes.